# 2006년 FIFA 월드컵
2006년 FIFA 월드컵(독일어: Fußball-Weltmeisterschaft 2006)은 4년 주기로 열리는 축구 세계 선수권 대회인 FIFA 월드컵의 18번째 대회이며, 2006년 6월 9일부터 7월 9일까지 독일에서 열렸다.
독일이 2006년 개최지로 선정된 것은 앞선 2000년 7월 회의에서였다. 198개국 축구 협회가 운영하는 6개 대륙의 대표팀들이 2003년 9월에 시작한 예선에 참가하였다. 31개 팀이 예선을 거쳐 개최국 독일과 대회 본선에 합류하였다. 이 대회는 독일에서 열린 2번째 FIFA 월드컵 대회이며, 월드컵 역사상 유럽에서 열린 10번째 FIFA 대회이기도 하다.
이탈리아는 이 대회 정상에 오르면서 통산 4번째 우승을 차지하였다. 이탈리아는 프랑스와의 결승전에서 연장전까지 1-1 접전을 벌인 후 승부차기에서 5-3으로 승리하였다. 독일은 3위 결정전에서 포르투갈을 완파하고 3위를 차지하였다. 앙골라, 가나, 코트디부아르, 세르비아 몬테네그로, 토고, 트리니다드 토바고, 우크라이나가 이 대회에 첫 출전하였다. 이 대회 우승국 이탈리아는 2009년 FIFA 컨페더레이션스컵에서 FIFA 월드컵 우승국 대표로 참가할 자격을 얻었다. 한편, 아시아 4개국은 전원 16강 진출에 실패하였으며, 이 중 대한민국(1승 1무 1패 기록)을 제외한 나머지 3개국(일본,이란,사우디아라비아)은 1무 2패를 기록하였다. 또한 역대 월드컵 역사상 유일하게 해트트릭이 나오지 않은 대회이다.
2006년 FIFA 월드컵은 TV 시청자가 가장 많은 대회 중 하나로 손꼽히며, 대회 전체 기간을 도합해 262억 9천만명의 누적 시청자들이 시청한 것으로 추정된다. 결승전은 약 7억 1510만명의 누적 시청자가 집계된 것으로 추산된다. 2006년 FIFA 월드컵의 누적 시청자 수는 1994년, 2002년, 그리고 1990년 대회에 이어 4위로 추산된다.
공식 슬로건은 '친구가 될 때'(A time to make friends)로 하였다.

## 개최국 선정
2006년 대회 개최국을 선정하기 위한 투표가 2000년 7월, 스위스의 취리히에서 열렸다. 본래 유치전은 브라질이 투표를 사흘 앞두고 포기하면서 4개국이 경합하게 되었다: 독일, 남아프리카 공화국, 잉글랜드, 그리고 모로코. 3차례에 걸친 투표전이 진행되었고, 한 차전이 끝날 때마다 최소 득표국이 하나씩 탈락하였다. 1차전과 2차전 투표는 2000년 7월 6일에 진행되었고, 최종전 투표는 2000년 7월 7일에 열렸는데, 여기에서 독일이 남아프리카 공화국을 제쳤다.
| 투표 결과         | 투표 결과 | 투표 결과 | 투표 결과 |
| 국가              | 1라운드   | 2라운드   | 3라운드   |
| ----------------- | --------- | --------- | --------- |
| 독일              | 10        | 11        | 12        |
| 남아프리카 공화국 | 6         | 11        | 11        |
| 잉글랜드          | 5         | 2         | –         |
| 모로코            | 3         | –         | –         |

### 매수 및 부패 혐의
매수 및 부패 혐의 제기는 독일의 대회 유치 성공의 기쁨을 바래게 했다. 투표 당일, 매수 행위가 공공의 수면에 드러났고, 이는 재투표에 대한 주장으로 이어졌다. 투표 전날밤, 독일의 풍자지사 타이타닉은 FIFA 대표에 편지를 보내, 독일을 개최국으로 선정하기 위한 표를 대가로 뻐꾸기시계와 검은숲 햄과 같은 우스꽝스러운 물품을 교환하였다. 오세아니아 대표였던 찰리 뎀프시는 본래 잉글랜드를 지지했으나, 잉글랜드가 탈락하자 남아프리카 공화국을 지지하겠다고 약속했다. 그는 "견딜 수 없는 압박"으로 인해 투표를 앞두고 기권을 선언하였다. 뎀시가 본래 약속한 대로 투표에 참가할 경우 12-12 동률을 이루고 남아프리카 공화국의 유치를 지지했던 제프 블라터 FIFA 회장 이 2006년 FIFA 월드컵 개최국을 선정할 권한을 가질 수 있었다.
더 많은 심상치 않은 일들이 수면으로 올라왔는데, 독일의 정치인과 주요 기업인들이 투표에 참석하는 4개의 주요국에 갑작스럽게 관심을 가졌고, 몇달에 걸쳐 이들의 결정에 영향을 준 것으로 나왔다. 투표 1주전 게르하르트 슈뢰더 수상 하의 독일 정부가 사우디아라비아에 유탄발사기를 보내기로 합의해 금수를 거들었다. 다임러크라이슬러는 수억원을 창업자의 아들이 FIFA 위원으로 재직하는 현대에 지원하였다. 폴크스바겐과 바이어 제약도 태국과 대한민국에 투자를 약속했고, 이는 워라위 마쿠디와 정몽준이 독일에 표를 행사할 수 있게 했다. 마쿠디는 부수적인 독일 국가대표팀과 바이에른 뮌헨의 TV 중계권을 위해 독일 언론 재벌 레오 키어히로부터 자금을 받았다.
2015년 10월 16일, 독일 언론지 슈피겔은 당시 아디다스 CEO였던 로베르 루이드레퓌스의 부정자금이 FIFA 위원회의 아시아 대표 4명으로 하여금 투표에 영향을 준 것으로 주장되었다. 도합 €6.7M를 드레퓌스가 갚으라고 요구하였다. 자금을 환수하기 위해, 조직위원회는 FIFA에 폐막식의 독일 지분으로 동일한 비용을 지불한 것으로 주장되었고, 이는 추산되지 못했다. 2015년 10월 17일, 볼프강 니어스바흐 독일 축구 협회 (DFB) 회장은 "FIFA 월드컵은 돈으로 산 것이 아니다" 라며 주장하였고, "절대적으로 단언히 부정자금이 존재하지 않음을 증명할 수 있다" 며 덧붙였다. DFB는 슈피겔에 소송도 고려할 것임을 선언하였다. 2015년 10월 22일 기자회견에서, 니어스바흐는 자신의 주장을 반복하였고, €6.7M은 2002년에 FIFA 보조금을 위해 사용되었다고 해명하였다. 니어스바흐 회장에 의하면 비용은 프란츠 베켄바워가 블라터 FIFA 회장과 회담하면서 합의를 본 것으로, 드레퓌스가 부담했다고 설명되었다. 같은 날, FIFA는 "2002년 FIFA에 10M CHF가 입금된 적이 없다" 라며 니어스바흐의 주장을 부정하였다. 그 다음날 테오 츠반치거 전 DFB 회장은 "독일의 FIFA 월드컵 유치 과정에서 부정 자금이 있던 것이 분명하다." 라며 공적으로 니어스바흐의 주장이 거짓이라 표의하였다. 츠반치거에 주장에 의하면 €6.7M은 당시 이사 하야투와 회장 자리를 놓고 대치하던 블라터를 지지하던 모하메드 빈 함맘에 돌아갔다.
2016년 3월 22일, FIFA 윤리위원회가 유치전 과정에 벌어진 부정부패에 대해 조사를 착수하였다.

## 예선
198개국이 2006년 FIFA 월드컵의 예선에 참가하였다. 독일은 개최국 자격으로 자동으로 본선에 진출하였고, 본선에 참가할 나머지 31개국은 지역 예선을 통해 결정되었다. UEFA 소속국 (유럽)에는 13장, CAF 소속국 (아프리카) 에 5장, CONMEBOL 소속국 (남아메리카) 에 4장, AFC 소속국 (아시아) 에 4장, 그리고 CONCACAF 소속국 (북중미 카리브해)에는 3장이 배정되었다. 나머지 2장의 주인공은 AFC와 CONCACAF간, CONMEBOL과 OFC (오세아니아) 간 플레이오프전을 통해 결정되었다.
총 8개국이 이 대회에 처음으로 본선에 출전하였다: 가나, 세르비아 몬테네그로, 앙골라, 우크라이나, 체코, 코트디부아르, 토고, 그리고 트리니다드 토바고가 그들이었다. 체코와 우크라이나는 독립 혹은 연방 해체 이후로는 처음으로 출전한 국가로, 이전에 체코슬로바키아와 소비에트 연방의 일원으로 참가한 전적이 있다. 세르비아 몬테네그로는 1998년 대회에서 유고슬라비아라는 국명으로 참가했고, 1930년부터 1990년까지 구 유고슬라비아의 일원으로 참가했었다. 가장 최근에 열린 2018년 대회를 기준으로 이 대회는 앙골라, 우크라이나, 체코, 토고, 그리고 트리니다드 토바고가 FIFA 월드컵 본선에 등장한 대회였다.
오스트레일리아는 1974년 대회 이후로는 처음으로 본선에 진출하였는데, 공교롭게도 첫 출전했던 대회도 독일땅에서 열렸다. 주요 예선 탈락국으로는 전 대회 3위 터키와 UEFA 유로 2004 우승국 그리스가 있었다. 벨기에는 1978년 이래 처음으로 본선행이 좌절되었고, 카메룬도 1986년 이래 처음으로 예선에서 탈락하였다.
그리고 1982년 FIFA 월드컵을 이후로, 6개 대륙에서 최소한 1개의 국가가 본선에 참가하였다.

### 본선 진출국 목록
다음은 본선에 진출한 32개국과 각국의 2006년 5월 17일 기준의 FIFA 랭킹이다:

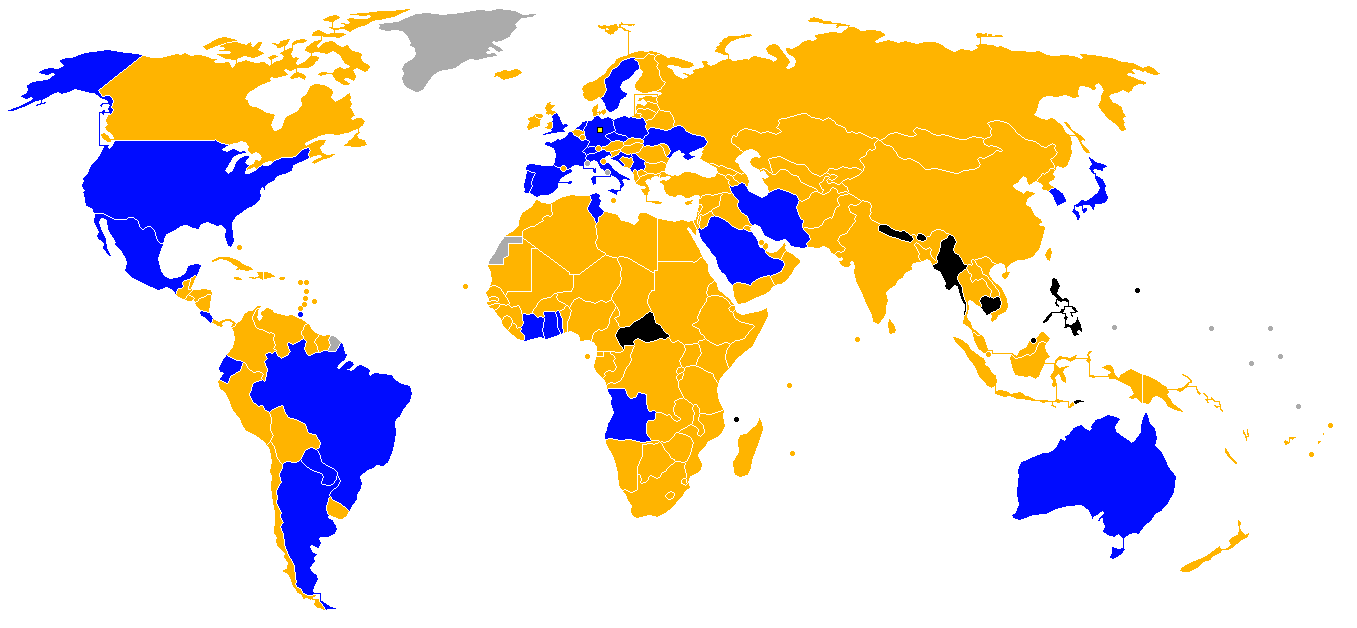
본선 진출국
탈락국
불참국
FIFA 비회원국

| AFC (4) - 대한민국 (29) - 사우디아라비아 (34) - 이란 (23) - 일본 (18) CAF (5) - 가나 (48) - 앙골라 (57) - 코트디부아르 (32) - 토고 (61) - 튀니지 (21) | CONCACAF (4) - 멕시코 (4) - 미국 (5) - 코스타리카 (26) - 트리니다드 토바고 (47) CONMEBOL (4) - 브라질 (1) - 아르헨티나 (9) - 에콰도르 (39) - 파라과이 (33) OFC (1) - 오스트레일리아 (42) | UEFA (14) - 네덜란드 (3) - 독일 (19) (개최국) - 세르비아 몬테네그로 (44) - 스웨덴 (16) - 스위스 (35) - 스페인 (5) - 우크라이나 (45) - 이탈리아 (13) - 잉글랜드 (10) - 체코 (2) - 크로아티아 (23) - 포르투갈 (7) - 폴란드 (29) - 프랑스 (8) |  |

## 개최 도시 및 경기장
2006년 대회를 개최한 독일은 FIFA 규정에 따라 월드컵 경기를 주최할 수 있는 최소 40,000석의 구장이 넘쳤다. 뮌헨에 현재까지 남아있는 올림피아슈타디온(69,250석)은 FIFA 규정에서 한 도시에 두개의 구장에서 대회를 개최해도 좋다는 규정에도 불구하고 사용되지 않았다; 뒤셀도르프의 LTU 아레나(51,500석), 브레멘의 베저슈타디온(43,000석), 그리고 묀헨글라트바흐의 보루시아 파르크(46,249석)도 대회의 개최 도시로 선정되지 못하였다.
2006년 대회를 개최하기 위해 12개의 구장이 선정되었다. 대회 기간 동안, 다수의 구장은 FIFA가 공식 FIFA 스폰서 외의 기업이 구장의 스폰서십을 인정하지 않기 때문에 개명되었다. 예를 들어 뮌헨의 알리안츠 아레나는 대회 기간 동안 '뮌헨 FIFA 월드컵 경기장'(독일어: FIFA Weltmeisterschaft-Stadion München)으로 불렸고, 기업명 알리안츠의 로고도 제거되거나 가려졌다. 몇몇 구장들은 FIFA 월드컵 대회 기간 동안 더 적은 인원을 수용하였는데, FIFA는 규정상 독일 축구 리그(DFL)과 대조되게 입석을 허용하지 않았기 때문이었다. 이에도 불구하고 몇몇 경기장은 UEFA의 기존 경기장 분류 방식에서 5성급으로 선정될 규모였다.
| 베를린                                                                      | 도르트문트 | 뮌헨 | 슈투트가르트                                                              |
| --------------------------------------------------------------------------- | --- | --- | ------------------------------------------------------------------------- |
| 올림피아슈타디온                                                            | 베스트팔렌슈타디온 | 뮌헨 FIFA 월드컵 경기장 | 고틀리프-다임러-슈타디온                                                  |
| 북위 52° 30′ 52.66″ 동경 13° 14′ 22.37″ / 북위 52.5146278° 동경 13.2395472° | 북위 51° 29′ 33.25″ 동경 7° 27′ 6.63″ / 북위 51.4925694° 동경 7.4518417°                                                                                              | 북위 48° 13′ 2.60″ 동경 11° 37′ 25.82″ / 북위 48.2173889° 동경 11.6238389°                                                                                            | 북위 48° 47′ 32.17″ 동경 9° 13′ 55.31″ / 북위 48.7922694° 동경 9.2320306° |
| 수용인원: 72,000명                                                          | 수용인원: 65,000명 | 수용인원: 66,000명' | 수용인원: 52,000명                                                        |
|                                                                             | | |                                                                           |
| 함부르크                                                                    | 베를린프랑크푸르트 암 마인함부르크겔젠키르헨도르트문트하노버라이프치히쾰른카이저슬라우테른뉘른베르크뮌헨슈투트가르트class=notpageimage\| 2006년 FIFA 월드컵 개최 도시 | 베를린프랑크푸르트 암 마인함부르크겔젠키르헨도르트문트하노버라이프치히쾰른카이저슬라우테른뉘른베르크뮌헨슈투트가르트class=notpageimage\| 2006년 FIFA 월드컵 개최 도시 | 겔젠키르헨                                                                |
| 폴크스파르크슈타디온                                                        | 베를린프랑크푸르트 암 마인함부르크겔젠키르헨도르트문트하노버라이프치히쾰른카이저슬라우테른뉘른베르크뮌헨슈투트가르트class=notpageimage\| 2006년 FIFA 월드컵 개최 도시 | 베를린프랑크푸르트 암 마인함부르크겔젠키르헨도르트문트하노버라이프치히쾰른카이저슬라우테른뉘른베르크뮌헨슈투트가르트class=notpageimage\| 2006년 FIFA 월드컵 개최 도시 | 아레나 아우프샬케                                                         |
| 북위 53° 35′ 13.77″ 동경 9° 53′ 55.02″ / 북위 53.5871583° 동경 9.8986167°   | 베를린프랑크푸르트 암 마인함부르크겔젠키르헨도르트문트하노버라이프치히쾰른카이저슬라우테른뉘른베르크뮌헨슈투트가르트class=notpageimage\| 2006년 FIFA 월드컵 개최 도시 | 베를린프랑크푸르트 암 마인함부르크겔젠키르헨도르트문트하노버라이프치히쾰른카이저슬라우테른뉘른베르크뮌헨슈투트가르트class=notpageimage\| 2006년 FIFA 월드컵 개최 도시 | 북위 51° 33′ 16.21″ 동경 7° 4′ 3.32″ / 북위 51.5545028° 동경 7.0675889°   |
| 수용인원: 50,000명                                                          | 베를린프랑크푸르트 암 마인함부르크겔젠키르헨도르트문트하노버라이프치히쾰른카이저슬라우테른뉘른베르크뮌헨슈투트가르트class=notpageimage\| 2006년 FIFA 월드컵 개최 도시 | 베를린프랑크푸르트 암 마인함부르크겔젠키르헨도르트문트하노버라이프치히쾰른카이저슬라우테른뉘른베르크뮌헨슈투트가르트class=notpageimage\| 2006년 FIFA 월드컵 개최 도시 | 수용인원: 52,000명                                                        |
|                                                                             | 베를린프랑크푸르트 암 마인함부르크겔젠키르헨도르트문트하노버라이프치히쾰른카이저슬라우테른뉘른베르크뮌헨슈투트가르트class=notpageimage\| 2006년 FIFA 월드컵 개최 도시 | 베를린프랑크푸르트 암 마인함부르크겔젠키르헨도르트문트하노버라이프치히쾰른카이저슬라우테른뉘른베르크뮌헨슈투트가르트class=notpageimage\| 2006년 FIFA 월드컵 개최 도시 |                                                                           |
| 쾰른                                                                        | 베를린프랑크푸르트 암 마인함부르크겔젠키르헨도르트문트하노버라이프치히쾰른카이저슬라우테른뉘른베르크뮌헨슈투트가르트class=notpageimage\| 2006년 FIFA 월드컵 개최 도시 | 베를린프랑크푸르트 암 마인함부르크겔젠키르헨도르트문트하노버라이프치히쾰른카이저슬라우테른뉘른베르크뮌헨슈투트가르트class=notpageimage\| 2006년 FIFA 월드컵 개최 도시 | 프랑크푸르트 암 마인                                                      |
| 뮌게어스도퍼 슈타디온                                                       | 베를린프랑크푸르트 암 마인함부르크겔젠키르헨도르트문트하노버라이프치히쾰른카이저슬라우테른뉘른베르크뮌헨슈투트가르트class=notpageimage\| 2006년 FIFA 월드컵 개최 도시 | 베를린프랑크푸르트 암 마인함부르크겔젠키르헨도르트문트하노버라이프치히쾰른카이저슬라우테른뉘른베르크뮌헨슈투트가르트class=notpageimage\| 2006년 FIFA 월드컵 개최 도시 | 발트슈타디온                                                              |
| 북위 50° 56′ 0.59″ 동경 6° 52′ 29.99″ / 북위 50.9334972° 동경 6.8749972°    | 베를린프랑크푸르트 암 마인함부르크겔젠키르헨도르트문트하노버라이프치히쾰른카이저슬라우테른뉘른베르크뮌헨슈투트가르트class=notpageimage\| 2006년 FIFA 월드컵 개최 도시 | 베를린프랑크푸르트 암 마인함부르크겔젠키르헨도르트문트하노버라이프치히쾰른카이저슬라우테른뉘른베르크뮌헨슈투트가르트class=notpageimage\| 2006년 FIFA 월드컵 개최 도시 | 북위 50° 4′ 6.86″ 동경 8° 38′ 43.65″ / 북위 50.0685722° 동경 8.6454583°   |
| 수용인원: 45,000명                                                          | 베를린프랑크푸르트 암 마인함부르크겔젠키르헨도르트문트하노버라이프치히쾰른카이저슬라우테른뉘른베르크뮌헨슈투트가르트class=notpageimage\| 2006년 FIFA 월드컵 개최 도시 | 베를린프랑크푸르트 암 마인함부르크겔젠키르헨도르트문트하노버라이프치히쾰른카이저슬라우테른뉘른베르크뮌헨슈투트가르트class=notpageimage\| 2006년 FIFA 월드컵 개최 도시 | 수용인원: 48,000명                                                        |
|                                                                             | 베를린프랑크푸르트 암 마인함부르크겔젠키르헨도르트문트하노버라이프치히쾰른카이저슬라우테른뉘른베르크뮌헨슈투트가르트class=notpageimage\| 2006년 FIFA 월드컵 개최 도시 | 베를린프랑크푸르트 암 마인함부르크겔젠키르헨도르트문트하노버라이프치히쾰른카이저슬라우테른뉘른베르크뮌헨슈투트가르트class=notpageimage\| 2006년 FIFA 월드컵 개최 도시 |                                                                           |
| 하노버                                                                      | 라이프치히 | 카이저슬라우테른 | 뉘른베르크                                                                |
| 니더작센슈타디온                                                            | 첸트랄슈타디온 | 프리츠 발터 슈타디온 | 프랑켄슈타디온                                                            |
| 북위 52° 21′ 36.24″ 동경 9° 43′ 52.31″ / 북위 52.3600667° 동경 9.7311972°   | 북위 51° 20′ 44.86″ 동경 12° 20′ 53.59″ / 북위 51.3457944° 동경 12.3482194°                                                                                           | 북위 49° 26′ 4.96″ 동경 7° 46′ 35.24″ / 북위 49.4347111° 동경 7.7764556°                                                                                              | 북위 49° 25′ 34″ 동경 11° 7′ 33″ / 북위 49.42611° 동경 11.12583°          |
| 수용인원: 43,000명                                                          | 수용인원: 43,000명 | 수용인원: 46,000명 | 수용인원: 41,000명                                                        |
|                                                                             | | |                                                                           |

## 심판

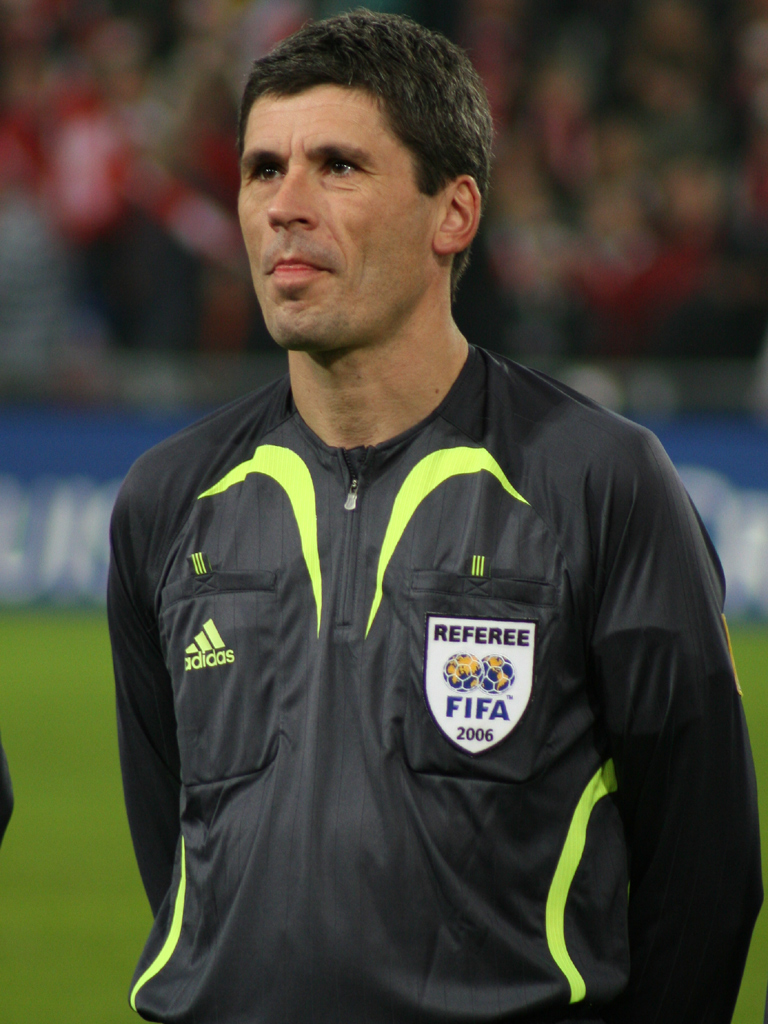
마르쿠스 메르크는 이 대회에 배정된 심판들 중 한 명이었다.

2006년 FIFA 월드컵에는 주심 1명과 부심 2명으로 구성된 총 21개조의 심판진이 배정되었다.
| 대륙     | 주심                     | 부심                                                  |
| -------- | ------------------------ | ----------------------------------------------------- |
| AFC      | 샴술 마이딘              | 에이사 고울롬 프라츠야 페름파니치                     |
| AFC      | 가미카와 도루            | 김대영 히로시마 요시카즈                              |
| CAF      | 코피 코지아              | 셀레스틴 은타군지라 아부두 아데로주                   |
| CAF      | 에삼 압드 엘 파타        | 드라만 단테 마마두 은도예                             |
| CONCACAF | 마르코 로드리게스        | 호세 루이스 카마르고 레오넬 레알                      |
| CONCACAF | 베니토 아르춘디아        | 호세 라미레스 엑토르 베르가라                         |
| CONMEBOL | 카를루스 이우제니우 시몽 | 에드니우송 코로나 아리스테우 타바레스                 |
| CONMEBOL | 오라시오 엘리손도        | 다리오 가르시아 로돌포 오테로                         |
| CONMEBOL | 호르헤 라리온다          | 왈테르 리알 파블로 판디뇨                             |
| CONMEBOL | 오스카르 루이스          | 페르난도 타마요 호세 나비아                           |
| CONMEBOL | 카를로스 아마리야        | 마누엘 베르날 아멜리오 안디노                         |
| OFC      | 마크 실드                | 네이선 깁슨 벤 윌슨                                   |
| UEFA     | 마르쿠스 메르크          | 크리스티안 슈레어 얀-헨드리크 잘버                    |
| UEFA     | 발렌틴 이바노프          | 니콜라이 골루베프 에프게니 볼닌                       |
| UEFA     | 프랑크 더 블레이케러     | 발터르 프로만스 페터르 헤르만스                       |
| UEFA     | 마시모 부사카            | 프란체스코 부라지나 마티아스 아네트                   |
| UEFA     | 루이스 메디나 칸탈레호   | 페드로 메디나 에르난데스 빅토리아노 히랄데스 카라스코 |
| UEFA     | 류보시 미헬              | 마르틴 발코 로만 슬리슈코                             |
| UEFA     | 로베르토 로세티          | 알레산드로 스타녤리 크리스티아노 코펠리               |
| UEFA     | 그래엄 폴                | 필립 샤프 글렌 터너                                   |
| UEFA     | 에리크 풀라              | 리오넬 다고르뉴 뱅상 테시에르                         |

## 선수 명단
2002년 대회와 마찬가지로 2006년 FIFA 월드컵에서도 각국은 23인의 최종 엔트리를 등록하였다. 본선 참가국은 23인 최종 엔트리를 2006년 5월 15일까지 제출하였다.

## 본선 조추첨

### 시드 배정
2005년 12월 6일, 2006년 FIFA 월드컵에서 시드를 받을 8개국이 발표되었다. 시드 배정국은 A포트에 들어갔다. B포트에는 시드 배정을 받지 못한 남아메리카, 아프리카, 그리고 오세아니아 팀이 들어갔다; C포트에는 시드 배정을 받지 못한 유럽의 9개국 들 중 세르비아 몬테네그로를 제외한 일부 8개국이 들어왔다. D포트에는 시드 배정을 못 받은 CONCACAF 소속국들과 아시아 국가들이 들어갔다. 특별 포트에는 세르비아 몬테네그로가 들어갔는데, 이는 같은 조에 유럽 국가가 3개국이 편성되지 않도록 하기 위한 조치였다. 특별 포트를 추첨하기 전 세르비아 몬테네그로가 적힌 종이를 먼저 꺼냈고, 이후 3개의 비유럽 A포트 국가들인 아르헨티나, 브라질, 그리고 멕시코가 속한 조들 중 한 조에 편성되었다.
조추첨 전에 이미 공동 개최국 독일이 A조에 편성된 것이 정해졌고, 그에 따라 독일은 조추첨 전에 경기를 치를 장소를 일찌감치 확정지었다. FIFA는 전 대회 우승국 브라질도 조 추첨 전에 F조에 들어갈 것임을 확정지었다.
| A포트                                                                                                | B포트                                                                                 | C포트                                                                             | D포트                                                                             | 특별 포트           |
| --- | ------------------------------------------------------------------------------------- | --------------------------------------------------------------------------------- | --------------------------------------------------------------------------------- | ------------------- |
| 독일 (개최국) · 브라질 (2002년 우승국) · 멕시코 · 스페인 · 아르헨티나 · 이탈리아 · 잉글랜드 · 프랑스 | 가나 · 앙골라 · 에콰도르 · 오스트레일리아 · 코트디부아르 · 토고 · 튀니지 · 파라과이 · | 네덜란드 · 스웨덴 · 스위스 · 우크라이나 · 체코 · 크로아티아 · 포르투갈 · 폴란드 · | 대한민국 · 미국 · 사우디아라비아 · 이란 · 일본 · 코스타리카 · 트리니다드 토바고 · | 세르비아 몬테네그로 |

2005년 12월 9일, 라이프치히에 있는 노이에메세 컨벤션센터에서 조추첨식이 열렸고, 각국은 조별 리그전에 편성될 조와 경기 일정을 확정되었다. 조 추첨 후 E조가 죽음의 조로 평가받았고, C조도 만만치 않은 조라는 평가가 나왔다. 그러나 조별 리그 최종전이 종료될 때까지 다음 라운드 진출자의 주인공이 나오지 않은 E조와 대조되게, 만만치 않은 조로 평가받은 C조는 아르헨티나와 네덜란드가 처음 두 경기에서 코트디부아르와 세르비아 몬테네그로에 연달아 승리하고 맞대결을 남기고 다음 라운드 진출을 확정하였다.

### 조별 리그 형식
1라운드 혹은 조별 리그에 참가하는 32개국은 4개국씩 8개의 조로 나뉘었다. 각 조에 편성된 국가들은 같은 조에 편성된 국가들과 서로 한번씩 붙어 3차례 리그전 경기를 펼쳤다. 승리한 팀은 승점을 3점 추가하고, 무승부의 경우 1점을, 패배할 경우 승점을 추가하지 못했다. 조 1위와 2위가 16강전 진출 자격을 얻었다.

#### 순위 규정
복수의 국가가 승점에서 동률을 이룰 경우 다음 순서에 따라 조별 리그 순위가 결정되었다:

1. 조별 리그 3경기에서의 골득실차
2. 조별 리그 3경기에서의 득점 횟수
3. 위 조건에서도 모두 동률인 경우, 동률인 팀들만 묶어서 재고려되었고, 다음 순서로 결정되었다:
  1. 동률인 팀들간의 경기에서 획득한 승점
  2. 동률인 팀들간의 골득실차
  3. 동률인 팀들간의 득점 횟수

4. 위의 조건이 모두 동률인 경우 FIFA의 추첨에 의해 최종 순위가 결정되었다.

기존의 대회 본선 규정에서, 순위 규정은 다른 형식으로 결정되었는데, 상대 전적이 골득실차보다 우선이었다. 규정은 대회를 앞두고 다음과 같이 변경되었으나, 기존의 규정 또한 FIFA와 UEFA의 웹사이트 등에 확인할 수 있어서, 올바른 규정을 찾는데에 있어서 혼선을 빚었다. 대회 본선에서 승점이 동률이 나온 경우는 두팀씩 동률이 나온 것에서 끝났다: C조의 아르헨티나와 네덜란드가 승점 7점으로 동률이었다. H조의 튀니지와 사우디아라비아도 각각 승점을 1점씩 수확하였다. 승점에서 동률을 이룬 두 경우 모두 골득실차로 순위가 결정되었다. 또한, 두 경우 모두 맞대결에서 무승부를 거두었기 때문에 기존의 규정을 적용해도 순위 변동은 없었다.

## 대회 본선
2006년 FIFA 월드컵 본선은 6월 9일에 개막하였다. 본선에 참가하는 32개국은 4개국씩 8개의 조로 나뉘어 리그전을 펼쳤고, 각 조의 4개국 중 2개국씩 6월 24일부터 시작되는 토너먼트전의 16강전에 진출하였다. 도합하여 64개의 경기가 이 대회에서 펼쳐졌다.

### 개최국
독일은 이 대회에서 FIFA 월드컵을 우승하는데 실패하였으나, 독일 내에서 대체적으로 성공적인 대회였다는 평가를 받았다. 독일은 자국 국가대표팀의 경기날마다 국기를 휘날리며 애국심의 증가를 경험하였는데, 이는 제2차 세계 대전 이후부터 국민들 사이에서 대체적으로 부정적인 평가를 받던 행동이었다. 폐막식에서 마티아스 켈러가 뮌헨 필하모니 관현악단, 바이에른 주립 관현악단과 지휘가 크리스티안 틸레만, 주빈 메타, 마리스 얀손스, 개인 음악가 디아나 담라우, 플라시도 도밍고, 그리고 랑랑과 함께 공연하였다.

### 전통 강호의 선전
비록 대회 초기에 가나, 에콰도르, 그리고 오스트레일리아 같은 국가들도 나름의 성과를 거두었으나, 이 대회는 전통 강호들이 다시 지배한 대회로 평가되었다. 북아메리카 (미국), 아프리카 (세네갈), 그리고 아시아 (대한민국)의 국가들이 조별 리그에서 멀리 나왔고, 터키는 3위까지 차지했던 2002년대회와 대조되게 이 대회의 8강 진출국 중에는 비유럽, 비남아메리카 국가들이 하나도 없었다. 이전에 FIFA 월드컵을 획득한 경험이 있으며 이 대회에 참가한 6개국이 모두 8강에 올라갔고, 우크라이나와 UEFA 유로 2004 준우승국 포르투갈만이 상대적으로 변방국으로 간주되었다. 아르헨티나와 브라질이 8강에 탈락하면서 준결승전까지 살아남은 팀은 모두 유럽국가로, 이는 1934년, 1966년, 그리고 1982년 대회에 이어 역사상 4번째로 일어난 일이었다.

### 득점
비록 대회 초반의 조별 리그에서는 다득점 경기가 자주 나왔으나, 토너먼트전에 돌입하면서 득점률은 급격하게 하락하였다. 가장 좋은 예시로 포르투갈은 16강전에서 23분에 득점한 후 3위 결정전의 88분까지 단 1골도 득점하지 못하였다. 해트트릭을 기록한 선수는 이 대회에 나오지 않았다. 이탈리아, 독일, 아르헨티나, 브라질, 그리고 프랑스만이 토너먼트전에서 2골 이상을 성공시켰다. 예외적으로 토너먼트전에 올라가서도 공격적인 축구를 고수한 독일은 이 대회 최다득점국 (14골) 이었고, 골키퍼를 제외한 세 포지션 (수비, 미드필더, 그리고 공격수)에서 모두 득점자를 배출하였다.
독일의 미로슬라프 클로제는 5골을 득점해 이 대회 득점왕이 되었는데, 이는 1962년 대회 이후 최저 득점으로 골든 슈를 획득한 사례였다. 그 외에 4골 이상 득점한 선수는 한명도 없었다. 우승국 이탈리아는 3골 이상 득점한 선수조차 한명도 없었으나, 10명의 다른 선수들이 득점해 1982년의 프랑스와 동률로 단일 대회 최다 득점자를 배출한 국가가 되었다.
FIFA 월드컵 역사상 최초로, 대회 첫 골과 마지막 골이 모두 수비수에 의해 기록되었다. 독일의 좌측 수비수 필리프 람이 코스타리카와의 개막전에서 경기 시작 5분만에 첫 골을 득점하였고, 결승전에서는 이탈리아 중앙 수비수 마르코 마테라치가 파트리크 비에이라를 넘어 2006년 FIFA 월드컵의 마지막 골을 머리로 넣었다.

### 전례 없는 카드 수
이 대회에서 최다 옐로카드와 레드카드가 나와 종전에 1998년 FIFA 월드컵에서 세운 기록을 갈아치웠다. 이 대회에 참가한 선수들은 총 345장의 옐로카드와 28장의 레드카드를 받는 신기록을 세웠고, 뉘른베르크의 전투로 알려진 포르투갈과 네덜란드 간의 16강 경기를 주관한 러시아인 발렌틴 이바노프 주심은 이 경기에서 16장의 옐로카드와 4장의 레드카드를 꺼냈다. 포르투갈은 두 선수가 징계로 8강전과 준결승전을 모두 결장하였다. 제프 블라터 FIFA 회장은 향후 대회에 규정을 개정해 종전에 얻은 경고로 결승전까지 진출하는 경우 선수들이 결장하는 일이 없도록 규정을 바꿀 수도 있다고 흘렸다. 잉글랜드인 그래엄 폴 주심은 크로아티아와 오스트레일리아의 경기에서 크로아티아의 요시프 시무니치에게 3장의 옐로카드를 꺼내는 실수를 하였다.
옐로카드와 레드카드의 남발은 주심의 판정에 대한 토론으로 이어졌다. FIFA 이사회와 제프 블라터 회장은 규정을 너무 경직되게 만들어 주심으로 하여금 무차별적인 판정을 내리게 했다는 비판을 받았다.

## 조별 리그
| 우승 준우승 | 3위 4위 | 8강 16강 | 조별 리그 |

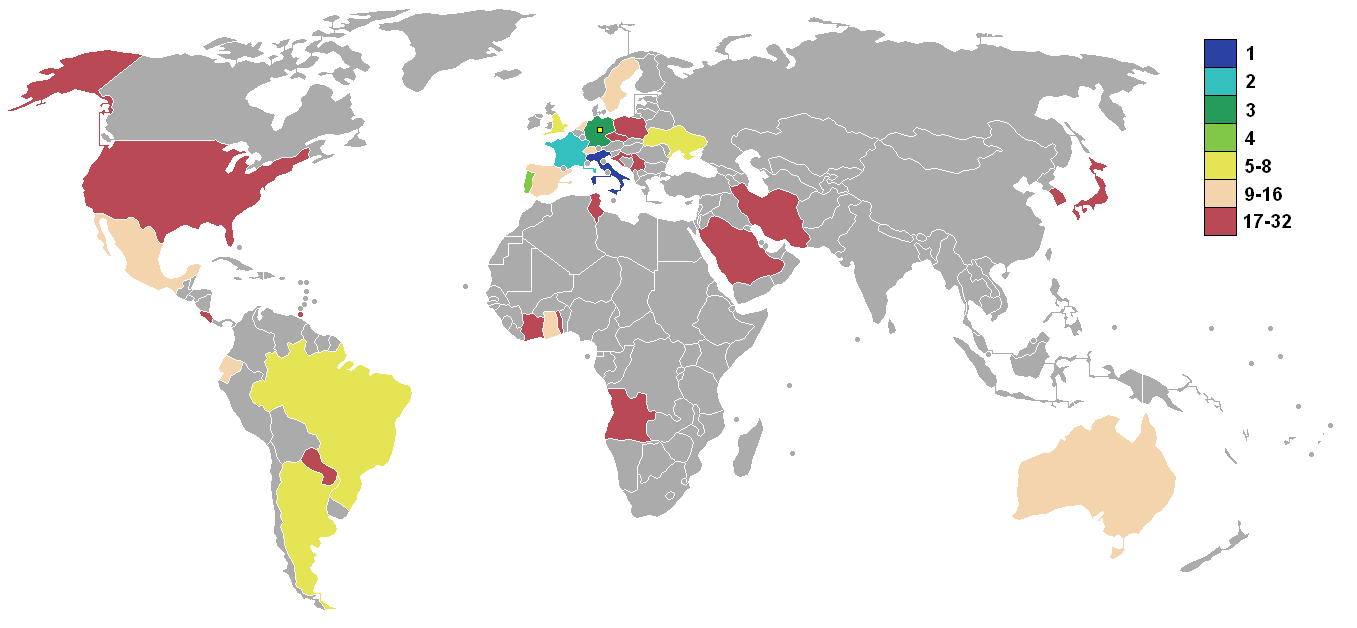
우승
준우승
3위
4위
8강
16강
조별 리그

- 모든 시간은 중앙유럽 일광 절약 시간대를 따른다. (CEST/UTC+2)

다음 조별 리그 순위표에서 다음은 해당 의미를 내포한다:
- 전 = 치른 경기 횟수
- 승 = 이긴 경기 수 (승리)
- 무 = 비긴 경기 수 (무승부)
- 패 = 진 경기 수 (패배)
- 득 = 득점 횟수
- 실 = 실점 횟수
- 차 = 골득실차
- 점 = 획득한 총 승점

| 조별 리그 범례 | 조별 리그 범례                    |
| -------------- | --------------------------------- |
|                | 조 1위와 2위가 16강전에 진출한다. |
|                | 조별 리그 탈락.                   |

### A조
독일은 코스타리카와의 개막전에서 4-2 승리를 거두었는데, 이는 개막전 역사상 가장 많은 골이 터진 경기이다. 독일은 이어서 폴란드에 신승을 거두고, 에콰도르를 3-0으로 가볍게 제압하면서 3전 전승으로 조 1위를 차지하였다. 에콰도르 또한 독일전을 치르기 전에 폴란드와 코스타리카를 각각 2-0, 3-0으로 꺾으면서 일찌감치 16강행을 확정지었다.
| 팀         | 경기 | 승 | 무 | 패 | 득 | 실 | 차 | 승점 |
| ---------- | ---- | -- | -- | -- | -- | -- | -- | ---- |
| 독일       | 3    | 3  | 0  | 0  | 8  | 2  | +6 | 9    |
| 에콰도르   | 3    | 2  | 0  | 1  | 5  | 3  | +2 | 6    |
| 폴란드     | 3    | 1  | 0  | 2  | 2  | 4  | −2 | 3    |
| 코스타리카 | 3    | 0  | 0  | 3  | 3  | 9  | −6 | 0    |

| 2006년 6월 9일  |     |            |                                |
| 독일            | 4-2 | 코스타리카 | 뮌헨 FIFA 월드컵 경기장, 뮌헨  |
| 폴란드          | 0-2 | 에콰도르   | 아레나 아우프샬케, 겔젠키르헨  |
| 2006년 6월 14일 |     |            |                                |
| 독일            | 1-0 | 폴란드     | 베스트팔렌슈타디온, 도르트문트 |
| 2006년 6월 15일 |     |            |                                |
| 에콰도르        | 3-0 | 코스타리카 | 폴크스파르크슈타디온, 함부르크 |
| 2006년 6월 20일 |     |            |                                |
| 에콰도르        | 0-3 | 독일       | 올림피아슈타디온, 베를린       |
| 코스타리카      | 1-2 | 폴란드     | 니더작센슈타디온, 하노버       |

### B조
B조에서는 잉글랜드와 스웨덴은 나란히 남아메리카의 파라과이를 상대로 신승을 거두어 3위로 떨어뜨리고 다음 라운드 진출에 성공하였다. 트리니다드 토바고는 스웨덴전에서 무승부를 연출한 후 국제적 관심을 받았고, 잉글랜드전에서는 83분까지 무실점으로 버티다가 피터 크라우치와 스티븐 제라드에 연달아 실점하여 삼사자 군단에게 0-2로 패하였다. 스웨덴은 잉글랜드와의 최종전에서 2-2로 비기며 다음 라운드 진출에 쐐기를 박은 것은 물론이고, 잉글랜드전 무패 기록을 38년으로 연장하였다.
| 팀                | 경기 | 승 | 무 | 패 | 득 | 실 | 차 | 승점 |
| ----------------- | ---- | -- | -- | -- | -- | -- | -- | ---- |
| 잉글랜드          | 3    | 2  | 1  | 0  | 5  | 2  | +3 | 7    |
| 스웨덴            | 3    | 1  | 2  | 0  | 3  | 2  | +1 | 5    |
| 파라과이          | 3    | 1  | 0  | 2  | 2  | 2  | 0  | 3    |
| 트리니다드 토바고 | 3    | 0  | 1  | 2  | 0  | 4  | −4 | 1    |

| 2006년 6월 10일   |     |                   |                                        |
| 잉글랜드          | 1-0 | 파라과이          | 발트슈타디온, 프랑크푸르트 암 마인     |
| 트리니다드 토바고 | 0-0 | 스웨덴            | 베스트팔렌슈타디온, 도르트문트         |
| 2006년 6월 15일   |     |                   |                                        |
| 잉글랜드          | 2-0 | 트리니다드 토바고 | 프랑켄슈타디온, 뉘른베르크             |
| 스웨덴            | 1-0 | 파라과이          | 올림피아슈타디온, 베를린               |
| 2006년 6월 20일   |     |                   |                                        |
| 스웨덴            | 2-2 | 잉글랜드          | 뮌게어스도퍼 슈타디온, 쾰른            |
| 파라과이          | 2-0 | 트리니다드 토바고 | 프리츠 발터 슈타디온, 카이저슬라우테른 |

### C조
아르헨티나와 네덜란드는 서로간의 맞대결 한 경기를 남겨놓고 C조의 다음 라운드 진출권 주인공이 되었다. 아르헨티나는 세르비아 몬테네그로에 6-0, 코트디부아르에 2-1로 이기면서 골득실차로 조 1위를 차지하였다. 네덜란드는 세르비아 몬테네그로와 코트디부아르에 각각 1-0, 2-1 승리를 거두었다. 코트디부아르는 세르비아 몬테네그로와의 최종전에서 3-2 역전승을 거두었는데, 이는 세르비아 몬테네그로가 분단하기 전에 치른 마지막 국제 경기였다.
| 팀                  | 경기 | 승 | 무 | 패 | 득 | 실 | 차 | 승점 |
| ------------------- | ---- | -- | -- | -- | -- | -- | -- | ---- |
| 아르헨티나          | 3    | 2  | 1  | 0  | 8  | 1  | +7 | 7    |
| 네덜란드            | 3    | 2  | 1  | 0  | 3  | 1  | +2 | 7    |
| 코트디부아르        | 3    | 1  | 0  | 2  | 5  | 6  | −1 | 3    |
| 세르비아 몬테네그로 | 3    | 0  | 0  | 3  | 2  | 10 | −8 | 0    |

| 2006년 6월 10일     |     |                     |                                        |
| 아르헨티나          | 2-1 | 코트디부아르        | 폴크스파르크슈타디온, 함부르크         |
| 2006년 6월 11일     |     |                     |                                        |
| 세르비아 몬테네그로 | 0-1 | 네덜란드            | 첸트랄슈타디온, 라이프치히             |
| 2006년 6월 16일     |     |                     |                                        |
| 아르헨티나          | 6-0 | 세르비아 몬테네그로 | 아레나 아우프샬케, 겔젠키르헨          |
| 네덜란드            | 2-1 | 코트디부아르        | 고틀리프-다임러-슈타디온, 슈투트가르트 |
| 2006년 6월 21일     |     |                     |                                        |
| 네덜란드            | 0-0 | 아르헨티나          | 발트슈타디온, 프랑크푸르트 암 마인     |
| 코트디부아르        | 3-2 | 세르비아 몬테네그로 | 뮌헨 FIFA 월드컵 경기장, 뮌헨          |

### D조
D조에서는 포르투갈이 안정적인 수비를 기반으로 획득할 수 있는 승점을 모두 획득하였고, 멕시코가 2위를 차지하였다. 이란은 멕시코와의 1차전에서 1-3으로 패한 후 포르투갈전 이후로 패배를 확정지었다. 이란은 포르투갈과 격전을 벌였으나, 0-2로 패하였다. 그들은 최종전에서 앙골라를 상대해 1-1로 비겼다. 아프리카 국가는 FIFA 월드컵 데뷔 무대에서 멕시코에 득점 없이 비기고, 이란과도 무승부가 되어 나름의 성과를 거두었다.
| 팀       | 경기 | 승 | 무 | 패 | 득 | 실 | 차 | 승점 |
| -------- | ---- | -- | -- | -- | -- | -- | -- | ---- |
| 포르투갈 | 3    | 3  | 0  | 0  | 5  | 1  | +4 | 9    |
| 멕시코   | 3    | 1  | 1  | 1  | 4  | 3  | +1 | 4    |
| 앙골라   | 3    | 0  | 2  | 1  | 1  | 2  | −1 | 2    |
| 이란     | 3    | 0  | 1  | 2  | 2  | 6  | −4 | 1    |

| 2006년 6월 11일 |     |          |                                    |
| 멕시코          | 3-1 | 이란     | 프랑켄슈타디온, 뉘른베르크         |
| 앙골라          | 0-1 | 포르투갈 | 뮌게어스도퍼 슈타디온, 쾰른        |
| 2006년 6월 16일 |     |          |                                    |
| 멕시코          | 0-0 | 앙골라   | 니더작센슈타디온, 하노버           |
| 2006년 6월 17일 |     |          |                                    |
| 포르투갈        | 2-0 | 이란     | 발트슈타디온, 프랑크푸르트 암 마인 |
| 2006년 6월 21일 |     |          |                                    |
| 포르투갈        | 2-1 | 멕시코   | 아레나 아우프샬케, 겔젠키르헨      |
| 이란            | 1-1 | 앙골라   | 첸트랄슈타디온, 라이프치히         |

### E조
"죽음의 조" E조에서는 이탈리아는 미국전에서 1골 (자책골) 만 허용하고 다음 라운드에 진출하였다. 미국은 이탈리아전에서 9대 10의 수적 열세 상황에서 1-1로 비기며 선방함에도 불구하고, 체코와 가나에 0-3, 1-2로 각각 패해 조기 탈락하였다. 대회 첫 출전팀 가나는 체코전과 미국전에서 연달아 승리하여 이탈리아와 16강전에서 합류하였다. 앞서 전 대회에서 이탈리아가 상습적으로 팔꿈치를 사용한 것으로 인해 이번 대회에 팔꿈치 가격은 즉시 퇴장하는 쪽으로 규정이 개정되었다. 그리고 다니엘레 데 로시는 그 규정의 첫번째 적용 대상이 되었다. 그는 미국전에서 브라이언 맥브라이드를 팔꿈치로 가격하여 즉시 퇴장 조치와 4경기 출장 정지의 징계가 내려졌다.
| 팀       | 경기 | 승 | 무 | 패 | 득 | 실 | 차 | 승점 |
| -------- | ---- | -- | -- | -- | -- | -- | -- | ---- |
| 이탈리아 | 3    | 2  | 1  | 0  | 5  | 1  | +4 | 7    |
| 가나     | 3    | 2  | 0  | 1  | 4  | 3  | +1 | 6    |
| 체코     | 3    | 1  | 0  | 2  | 3  | 4  | −1 | 3    |
| 미국     | 3    | 0  | 1  | 2  | 2  | 6  | −4 | 1    |

| 2006년 6월 12일 |     |          |                                        |
| 미국            | 0-3 | 체코     | 아레나 아우프샬케, 겔젠키르헨          |
| 이탈리아        | 2-0 | 가나     | 니더작센슈타디온, 하노버               |
| 2006년 6월 17일 |     |          |                                        |
| 체코            | 0-2 | 가나     | 뮌게어스도퍼 슈타디온, 쾰른            |
| 이탈리아        | 1-1 | 미국     | 프리츠 발터 슈타디온, 카이저슬라우테른 |
| 2006년 6월 22일 |     |          |                                        |
| 체코            | 0-2 | 이탈리아 | 폴크스파르크슈타디온, 함부르크         |
| 가나            | 2-1 | 미국     | 프랑켄슈타디온, 뉘른베르크             |

### F조
F조는 전 대회 우승팀 브라질이 크로아티아, 오스트레일리아, 그리고 일본과 함께 편성된 조였다. 32년만에 FIFA 월드컵 본선 무대에 돌아온 오스트레일리아는 일본에 3-1 역전승을 거두었고, 브라질에 0-2로 패하였으나, 크로아티아와 2-2 무승부를 거두어 16강에 진출하기 위해 충분한 승점을 수집하였다. 오스트레일리아와 크로아티아 간의 조별 리그 최종전에서는 잉글랜드인 그레이엄 폴이 두 선수를 경고 누적으로 퇴장시키고 한 선수에 경고를 3번 주는 실수를 하며 나갔다. 오스트레일리아는 OFC 소속 국가로는 최초로 조별 리그를 뚫은 국가가 되었다. 브라질은 처음 3경기에서 모두 승리를 거두어 조 1위를 차지하였다. 브라질은 크로아티아와의 첫 경기에서 전반 막판에 카카가 터뜨린 결승골로 1-0으로 이길 수 있었다. 크로아티아와 일본은 1승도 거두지 못하고 탈락하였다.
| 팀             | 경기 | 승 | 무 | 패 | 득 | 실 | 차 | 승점 |
| -------------- | ---- | -- | -- | -- | -- | -- | -- | ---- |
| 브라질         | 3    | 3  | 0  | 0  | 7  | 1  | +6 | 9    |
| 오스트레일리아 | 3    | 1  | 1  | 1  | 5  | 5  | 0  | 4    |
| 크로아티아     | 3    | 0  | 2  | 1  | 2  | 3  | −1 | 2    |
| 일본           | 3    | 0  | 1  | 2  | 2  | 7  | −5 | 1    |

| 2006년 6월 12일 |     |                |                                        |
| 오스트레일리아  | 3-1 | 일본           | 프리츠 발터 슈타디온, 카이저슬라우테른 |
| 2006년 6월 13일 |     |                |                                        |
| 브라질          | 1-0 | 크로아티아     | 올림피아슈타디온, 베를린               |
| 2006년 6월 18일 |     |                |                                        |
| 일본            | 0-0 | 크로아티아     | 프랑켄슈타디온, 뉘른베르크             |
| 브라질          | 2-0 | 오스트레일리아 | 뮌헨 FIFA 월드컵 경기장, 뮌헨          |
| 2006년 6월 22일 |     |                |                                        |
| 일본            | 1-4 | 브라질         | 베스트팔렌슈타디온, 도르트문트         |
| 크로아티아      | 2-2 | 오스트레일리아 | 고틀리프-다임러-슈타디온, 슈투트가르트 |

### G조
프랑스는 스위스에 득점 없이 비기고, 대한민국과의 경기에서도 1-1로 무승부가 되었는데 그쳤다. 지네딘 지단이 징계로 결장한 가운데, 토고와의 최종전에서 2-0 승리를 거두어 다음 라운드에 간신히 진출하였다. 그들은 대한민국을 2-0으로 꺾고 조 1위를 차지한 스위스와 함께 16강에 올라갔다. 스위스는 이 대회에서 단 한 골도 실점하지 않았다. 대한민국은 토고와의 경기에서 승리로 FIFA 월드컵 첫 원정 경기 승리의 성과를 거두었으나, 승점 4점으로는 다음 라운드에 진출하기에 부족하였고(대한민국은 승점 4점을 획득하고도 진출하지 못한 유일한 팀이였다.), 최하위 토고는 3전 전패로 승점도 올리지 못하고 탈락하였다.
| 팀       | 경기 | 승 | 무 | 패 | 득 | 실 | 차 | 승점 |
| -------- | ---- | -- | -- | -- | -- | -- | -- | ---- |
| 스위스   | 3    | 2  | 1  | 0  | 4  | 0  | +4 | 7    |
| 프랑스   | 3    | 1  | 2  | 0  | 3  | 1  | +2 | 5    |
| 대한민국 | 3    | 1  | 1  | 1  | 3  | 4  | −1 | 4    |
| 토고     | 3    | 0  | 0  | 3  | 1  | 6  | −5 | 0    |

| 2006년 6월 13일 |     |          |                                        |
| 대한민국        | 2-1 | 토고     | 발트슈타디온, 프랑크푸르트 암 마인     |
| 프랑스          | 0-0 | 스위스   | 고틀리프-다임러-슈타디온, 슈투트가르트 |
| 2006년 6월 18일 |     |          |                                        |
| 프랑스          | 1-1 | 대한민국 | 첸트랄슈타디온, 라이프치히             |
| 2006년 6월 19일 |     |          |                                        |
| 토고            | 0-2 | 스위스   | 베스트팔렌슈타디온, 도르트문트         |
| 2006년 6월 23일 |     |          |                                        |
| 토고            | 0-2 | 프랑스   | 뮌게어스도퍼 슈타디온, 쾰른            |
| 스위스          | 2-0 | 대한민국 | 니더작센슈타디온, 하노버               |

### H조
H조에서 압도적인 행보를 보인 스페인을 획득할 수 있는 승점을 모두 획득하였고, 8골을 넣고, 단 1골만 내주었다. 우크라이나는 스페인과의 FIFA 월드컵 데뷔전에서 0-4 대패를 당했으나, 상대적으로 약체인 사우디아라비아를 4-0으로 박살내고 튀니지와의 경기에서는 70분에 터진 안드리 셰우첸코의 페널티골에 힘입어 다음 라운드에 오를 수 있었다. 사우디아라비아와 튀니지는 각각 승점 1점에 그쳐 탈락했으며, 이들간의 맞대결에서는 서로 2-2로 비겼다.
| 팀             | 경기 | 승 | 무 | 패 | 득 | 실 | 차 | 승점 |
| -------------- | ---- | -- | -- | -- | -- | -- | -- | ---- |
| 스페인         | 3    | 3  | 0  | 0  | 8  | 1  | +7 | 9    |
| 우크라이나     | 3    | 2  | 0  | 1  | 5  | 4  | +1 | 6    |
| 튀니지         | 3    | 0  | 1  | 2  | 3  | 6  | −3 | 1    |
| 사우디아라비아 | 3    | 0  | 1  | 2  | 2  | 7  | −5 | 1    |

| 2006년 6월 14일 |     |                |                                        |
| 스페인          | 4-0 | 우크라이나     | 첸트랄슈타디온, 라이프치히             |
| 튀니지          | 2-2 | 사우디아라비아 | 뮌헨 FIFA 월드컵 경기장, 뮌헨          |
| 2006년 6월 19일 |     |                |                                        |
| 사우디아라비아  | 0-4 | 우크라이나     | 폴크스파르크슈타디온, 함부르크         |
| 스페인          | 3-1 | 튀니지         | 고틀리프-다임러-슈타디온, 슈투트가르트 |
| 2006년 6월 23일 |     |                |                                        |
| 사우디아라비아  | 0-1 | 스페인         | 프리츠 발터 슈타디온, 카이저슬라우테른 |
| 우크라이나      | 1-0 | 튀니지         | 올림피아슈타디온, 베를린               |

## 결선 토너먼트
결선 토너먼트는 조별 리그를 통과한 16개국이 참가하였다. 토너먼트전은 4단계로 나뉘며, 매 단계마다 참가하는 팀의 절반이 탈락했다. 참가국은 위로 올라가면서 16강전, 8강전, 준결승전, 그리고 결승전을 차례로 치렀다. 준결승전 패자의 경우 3위와 4위를 결정하기 위한 플레이오프전을 치렀다. 모든 결선 토너먼트전 경기는 정규 시간 90분내에 승부가 나지 않은 경우 30분의 연장전(전후반 각각 15분씩)이 주어지고, 그래도 동률인 경우 승부차기(각국당 5회씩, 필요한 경우 그 이상) 가 다음 라운드 진출자를 가리기 위해 시행되었다. 연장전에서 승부가 난 경기는 (연)으로, 승부차기로 다음 라운드에 진출한 국가는 (승)으로 표기되었다.
|  | 16강전                      | 16강전                         |                                |       | 8강전      | 8강전      |                        |                        | 준결승전 | 준결승전 |  |  | 결승전 | 결승전 |
|  |                             |                                |                                |       |            |            |                        |                        |          |          |  |  |        |        |
|  | 6월 24일 - 뮌헨             |                                |                                |       |            |            |                        |                        |          |          |  |  |        |        |
|  |                             |                                |                                |       |            |            |                        |                        |          |          |  |  |        |        |
|  | 독일                        | 2                              |                                |       |            |            |                        |                        |          |          |  |  |        |        |
|  | 독일                        | 2                              | 6월 30일 - 베를린              |       |            |            |                        |                        |          |          |  |  |        |        |
|  | 스웨덴                      | 0                              |                                |       |            |            |                        |                        |          |          |  |  |        |        |
|  | 스웨덴                      | 0                              | 독일 (승)                      | 1 (4) |            |            |                        |                        |          |          |  |  |        |        |
|  | 6월 24일 - 라이프치히       |                                | 독일 (승)                      | 1 (4) |            |            |                        |                        |          |          |  |  |        |        |
|  |                             | 아르헨티나                     | 1 (2)                          |       |            |            |                        |                        |          |          |  |  |        |        |
|  | 아르헨티나 (연)             | 아르헨티나                     | 1 (2)                          | 2     |            |            |                        |                        |          |          |  |  |        |        |
|  | 아르헨티나 (연)             |                                | 7월 4일 - 도르트문트           | 2     |            |            |                        |                        |          |          |  |  |        |        |
|  | 멕시코                      | 1                              |                                |       |            |            |                        |                        |          |          |  |  |        |        |
|  | 멕시코                      | 1                              | 독일                           | 0     |            |            |                        |                        |          |          |  |  |        |        |
|  | 6월 26일 - 카이저슬라우테른 |                                | 독일                           | 0     |            |            |                        |                        |          |          |  |  |        |        |
|  |                             | 이탈리아 (연)                  | 2                              |       |            |            |                        |                        |          |          |  |  |        |        |
|  | 이탈리아                    | 이탈리아 (연)                  | 2                              | 1     |            |            |                        |                        |          |          |  |  |        |        |
|  | 이탈리아                    | 6월 30일 - 함부르크            |                                | 1     |            |            |                        |                        |          |          |  |  |        |        |
|  | 오스트레일리아              | 0                              |                                |       |            |            |                        |                        |          |          |  |  |        |        |
|  | 오스트레일리아              | 0                              | 이탈리아                       | 3     |            |            |                        |                        |          |          |  |  |        |        |
|  | 6월 26일 - 쾰른             |                                | 이탈리아                       | 3     |            |            |                        |                        |          |          |  |  |        |        |
|  |                             | 우크라이나                     | 0                              |       |            |            |                        |                        |          |          |  |  |        |        |
|  | 스위스                      | 우크라이나                     | 0                              | 0 (0) |            |            |                        |                        |          |          |  |  |        |        |
|  | 스위스                      |                                | 7월 9일 - 베를린               | 0 (0) |            |            |                        |                        |          |          |  |  |        |        |
|  | 우크라이나 (승)             | 0 (3)                          |                                |       |            |            |                        |                        |          |          |  |  |        |        |
|  | 우크라이나 (승)             | 0 (3)                          | 이탈리아 (승)                  | 1 (5) |            |            |                        |                        |          |          |  |  |        |        |
|  | 6월 25일 - 슈투트가르트     |                                | 이탈리아 (승)                  | 1 (5) |            |            |                        |                        |          |          |  |  |        |        |
|  |                             | 프랑스                         | 1 (3)                          |       |            |            |                        |                        |          |          |  |  |        |        |
|  | 잉글랜드                    | 프랑스                         | 1 (3)                          | 1     |            |            |                        |                        |          |          |  |  |        |        |
|  | 잉글랜드                    | 7월 1일 - 겔젠키르헨           |                                | 1     |            |            |                        |                        |          |          |  |  |        |        |
|  | 에콰도르                    | 0                              |                                |       |            |            |                        |                        |          |          |  |  |        |        |
|  | 에콰도르                    | 0                              | 잉글랜드                       | 0 (1) |            |            |                        |                        |          |          |  |  |        |        |
|  | 6월 25일 - 뉘른베르크       |                                | 잉글랜드                       | 0 (1) |            |            |                        |                        |          |          |  |  |        |        |
|  |                             | 포르투갈 (승)                  | 0 (3)                          |       |            |            |                        |                        |          |          |  |  |        |        |
|  | 포르투갈                    | 포르투갈 (승)                  | 0 (3)                          | 1     |            |            |                        |                        |          |          |  |  |        |        |
|  | 포르투갈                    |                                | 7월 5일 - 뮌헨                 | 1     |            |            |                        |                        |          |          |  |  |        |        |
|  | 네덜란드                    | 0                              |                                |       |            |            |                        |                        |          |          |  |  |        |        |
|  | 네덜란드                    | 0                              | 포르투갈                       | 0     |            |            |                        |                        |          |          |  |  |        |        |
|  | 6월 27일 - 도르트문트       |                                | 포르투갈                       | 0     |            |            |                        |                        |          |          |  |  |        |        |
|  |                             | 프랑스                         | 1                              |       | 3위 결정전 | 3위 결정전 |                        |                        |          |          |  |  |        |        |
|  | 브라질                      | 프랑스                         | 1                              | 3     | 3위 결정전 | 3위 결정전 |                        |                        |          |          |  |  |        |        |
|  | 브라질                      | 7월 1일 - 프랑크푸르트 암 마인 | 7월 1일 - 프랑크푸르트 암 마인 | 3     |            |            | 7월 8일 - 슈투트가르트 | 7월 8일 - 슈투트가르트 |          |          |  |  |        |        |
|  | 가나                        | 7월 1일 - 프랑크푸르트 암 마인 | 7월 1일 - 프랑크푸르트 암 마인 | 0     |            |            | 7월 8일 - 슈투트가르트 | 7월 8일 - 슈투트가르트 |          |          |  |  |        |        |
|  | 가나                        | 브라질                         | 0                              | 0     | 독일       | 3          |                        |                        |          |          |  |  |        |        |
|  | 6월 27일 - 하노버           | 브라질                         | 0                              |       | 독일       | 3          |                        |                        |          |          |  |  |        |        |
|  |                             | 프랑스                         | 1                              |       | 포르투갈   | 1          |                        |                        |          |          |  |  |        |        |
|  | 스페인                      | 프랑스                         | 1                              | 1     | 포르투갈   | 1          |                        |                        |          |          |  |  |        |        |
|  | 스페인                      |                                |                                | 1     |            |            |                        |                        |          |          |  |  |        |        |
|  | 프랑스                      | 3                              |                                |       |            |            |                        |                        |          |          |  |  |        |        |
|  | 프랑스                      | 3                              |                                |       |            |            |                        |                        |          |          |  |  |        |        |

### 16강전
16강전에서, 독일은 스웨덴을 상대로 초반 12분동안 2골을 득점해 손쉽게 8강행 진출권을 손안에 넣었다. 아르헨티나는 아르헨티나는 멕시코를 상대로 고전하다 막시 로드리게스가 연장전에 터뜨린 골로 승리하였고, 하양-하늘 군단 (Albiceleste) 은 8강에 올랐다. 오스트레일리아는 이탈리아를 상대로 분전하였으나, 막판 몇초를 남기고 프란체스코 토티에 석연찮은 페널티킥을 실점해 더 나아가지 못하였다. 이탈리아는 중앙 수비수 마르코 마테라치가 양발 태클로 퇴장해 남은 시간 동안 10명이 뛰었었다. 스위스와 우크라이나 간의 경기는 120분 동안 득점이 나지 않았고, 스위스는 승부차기 주자들이 모두 실축하며, FIFA 월드컵 본선 역사상 최초로 승부차기 무득점이라는 불명예스러운 신기록을 세웠다. 스위스는 또한 FIFA 월드컵 역사상 최초의 무실점 탈락국이라는 기록을 세웠다. (FIFA 월드컵의 결선 토너먼트전에서 실점하지 않은 최초의 팀이기도 하다.)
잉글랜드는 에콰도르와 접전을 벌이다 데이비드 베컴의 프리킥에 힘입어 1-0 신승을 거두었다. 포르투갈은 네덜란드를 1-0으로 제압하였다. 이 험악한 경기의 결승골 주인공은 마니시였고, 같은 경기에서 총 16장의 옐로카드 (포르투갈 9장, 네덜란드 7장)가 나오고 4명의 선수가 경고 누적으로 퇴장당했다. 브라질은 가나를 상대로 3-0 승리를 거두었고, 이 과정에서 호나우두는 15번째 FIFA 월드컵 골로 역대 통산 최다골 기록을 갈아치웠다. 슈피겔 지의 보고에 따르면 이 경기에 아시아 도박사가 개입되었을 가능성이 있다고 제시하였다. 프랑스는 스페인과의 경기에서 프랑크 리베리, 파트리크 비에라, 그리고 지네딘 지단의 릴레이 골에 힘입어 3-1 역전승을 거두었다.
| 독일             | 2 – 0  | 스웨덴 |
| ---------------- | ------ | ------ |
| 포돌스키 4′, 12′ | 리포트 |        |

| 아르헨티나                    | 2 – 1 (연장전) | 멕시코      |
| ----------------------------- | -------------- | ----------- |
| 크레스포 10′ · 로드리게스 98′ | 리포트         | 6′ 마르케스 |

| 잉글랜드 | 1 – 0  | 에콰도르 |
| -------- | ------ | -------- |
| 베컴 60′ | 리포트 |          |

| 포르투갈   | 1 – 0  | 네덜란드 |
| ---------- | ------ | -------- |
| 마니시 23′ | 리포트 |          |

| 이탈리아              | 1 – 0  | 오스트레일리아 |
| --------------------- | ------ | -------------- |
| 토티 90+5′ (페널티골) | 리포트 |                |

| 스위스                         | 0 – 0 (연장전) | 우크라이나                                |
| ------------------------------ | -------------- | ----------------------------------------- |
|                                | 리포트         |                                           |
| 승부차기                       |                |                                           |
| 슈트렐러 · 바르네타 · 카바나스 | 0 – 3          | 셰우첸코 · 밀레우스키 · 레브로우 · 후세우 |

| 브라질                                           | 3 – 0  | 가나 |
| ------------------------------------------------ | ------ | ---- |
| 호나우두 5′ · 아드리아누 45+1′ · 제 호베르투 84′ | 리포트 |      |

| 스페인              | 1 – 3  | 프랑스                               |
| ------------------- | ------ | ------------------------------------ |
| 비야 28′ (페널티골) | 리포트 | 41′ 리베리 · 83′ 비에라 · 90+2′ 지단 |

### 8강전
독일과 아르헨티나는 연장전까지 접전을 벌였으나 1-1 교착상태로 끝났다. 독일은 승부차기에서 아르헨티나를 4-2로 이기고 준결승전에 진출하였다. (이 경기는 아르헨티나가 승부차기에서 패배한 첫 FIFA 월드컵 경기였다: 이 시점까지 독일과 아르헨티나 모두 승부차기를 세 차례씩 벌였고, 모두 승리했다.) 이탈리아는 대회 첫 출전국 우크라이나를 3-0으로 완파하였다.
겔젠키르헨에서는 잉글랜드와 포르투갈이 경합하였고, 여기서 웨인 루니가 히카르두 카르발류의 급소를 밟아 퇴장하였고, 포르투갈은 연장전까지 0-0으로 끝내고 승부차기에서 3-1로 이겨 처음으로 FIFA 월드컵 준결승을 밟은 에우제비우 시대로부터 40년만에 FIFA 월드컵 준결승 무대를 밟았고, 루이스 펠리피 스콜라리는 스벤예란 에릭손의 잉글랜드를 상대로 8강에서 3차례 연속 승리하였다. 프랑스의 압박에 고전한 브라질은 유효 슛을 한번밖에 기록하지 못한 한편, 지네딘 지단은 드리블로 경기 최우수 선수에 걸맞는 활약을 펼쳤고, 티에리 앙리의 결승골을 프리킥으로 도왔다.
| 독일                                  | 1 – 1 (연장전) | 아르헨티나                              |
| ------------------------------------- | -------------- | --------------------------------------- |
| 클로제 80′                            | 리포트         | 49′ 아얄라                              |
| 승부차기                              |                |                                         |
| 뇌빌 · 발라크 · 포돌스키 · 보로프스키 | 4 – 2          | 크루스 · 아얄라 · 로드리게스 · 캄비아소 |

| 이탈리아                    | 3 – 0  | 우크라이나 |
| --------------------------- | ------ | ---------- |
| 참브로타 6′ · 토니 59′, 69′ | 리포트 |            |

| 잉글랜드                              | 0 – 0 (연장전) | 포르투갈                                 |
| ------------------------------------- | -------------- | ---------------------------------------- |
|                                       | 리포트         |                                          |
| 승부차기                              |                |                                          |
| 램퍼드 · 하그리브스 · 제라드 · 캐러거 | 1 – 3          | 시망 · 비아나 · 프티 · 포스티가 · 호날두 |

| 브라질 | 0 – 1  | 프랑스   |
| ------ | ------ | -------- |
|        | 리포트 | 57′ 앙리 |

### 준결승전
브라질과 아르헨티나가 나란히 8강에 탈락하면서, FIFA 월드컵 역사상 4번째로 (1934년, 1966년, 그리고 1982년 대회 이후로) 준결승전 진출국으로는 유럽 국가만 남았다.
4강에 진출한 팀들 모두가 논란에 휩쌓였다.
- 이탈리아는 자국 리그에서 일어난 승부조작 사건으로 인해 대표팀 선수들이 이탈리아 체육부 장관으로부터 청문회에 출석할 것을 독촉받고 있는 상황이었다.
- 프랑스는 지네딘 지단 혼자만 제대로 경기를 하고 있었으며 나머지는 제대로 하지 않았다. 심지어 감독 레몽 도메네크는 있으나마나한 존재로 취급당했다.
- 독일은 8강전이 끝난 이후 토어스텐 프링스가 괜히 아르헨티나 라커룸까지 쫓아가서 훌리오 크루스를 구타했으며 이 사건으로 인해 이 월드컵의 이 이후 경기에는 전부 출전할 수 없게 되었다.
- 포르투갈은 크리스티아누 호날두가 웨인 루니를 퇴장시키는 과정에서 웨인 루니를 놀리는 듯한 행동을 해서 엄청난 비판을 받았다.

독일과 이탈리아간의 경기는 연장전까지 이어졌고, 무득점의 균형이 118분까지 이어지다가 이탈리아가 파비오 그로소와 알레산드로 델 피에로의 연속골로 승리하였고, 독일의 도르트문트 무패 기록을 깼다. 이 경기 승리로 이탈리아는 독일을 상대로 무패기록을 이어나갔다.
준결승 2차전에서는 포르투갈과 프랑스가 뮌헨에서 격돌하였고, 프랑스가 1-0으로 이겼다. UEFA 유로 1984와 UEFA 유로 2000의 준결승전과 마찬가지로 포르투갈은 프랑스에 무릎을 꿇었고, 이 경기 결승골의 주인공은 프랑스의 주장 지네딘 지단으로 페널티킥을 성공시켰다.
| 독일 | 0 – 2 (연장전) | 이탈리아                       |
| ---- | -------------- | ------------------------------ |
|      | 리포트         | 119′ 그로소 · 120+1′ 델 피에로 |

| 포르투갈 | 0 – 1  | 프랑스              |
| -------- | ------ | ------------------- |
|          | 리포트 | 33′ (페널티골) 지단 |

### 3위 결정전
개최국 독일은 후반 개시 20분 이후부터 3골을 당시 21세였던 좌측 미드필더 바스티안 슈바인슈타이거의 활약으로 득점하였다. 그의 첫 골은 포르투갈 골키퍼 히카르두를 머리 위로 제쳐 만들었다. 그로부터 4분 후, 슈바인슈타이거의 좌측 페널티 구역앞 30미터 프리킥은 골대쪽으로 낮게 가로질러 프티의 무릎에 굴절되어 포르투갈의 자책골이 되었다. 독일은 이후에도 공격을 멈추지 않았고, 슈바인슈타이거는 78분에 골키퍼의 왼쪽을 제쳐 한골을 추가하였다.
포르투갈은 점유율을 57%까지 올렸으나, 공격력이 낮아 골로 연결시키지 못하였다. 파울레타는 15미터 전방에서 두 차례 절호의 기회를 잡았으나, 두 차례 모두다 독일 국가대표팀 은퇴 경기를 치르던 올리버 칸이 무난히 막아냈다. 포르투갈은 막판에 교체되어 들어간 루이스 피구 (그도 이 경기가 국가대표팀 은퇴 경기였다.) 가 투입 되자마자 독일 수비 뒷편으로 공을 배급해 만회골을 만들어냈다. 이 88분에 우측 측면에서 배급된 크로스는 역시 교체되어 들어간 누누 고메스가 반대 골대에서 달겨들어 골로 연결했다. 경기는 3-1로 종료되었고, 독일은 3위의 괄목할 만한 성과를 내었고, 포르투갈은 4위로 대회를 마무리했다.
| 독일                                        | 3 – 1  | 포르투갈        |
| ------------------------------------------- | ------ | --------------- |
| 슈바인슈타이거 56′, 78′ · 프티 60′ (자책골) | 리포트 | 88′ 누누 고메스 |

### 결승전
결승전은 경기 시작후 20분만에 양팀이 득점을 기록하였다. 지네딘 지단은 7분에 획득한 논란의 페널티킥을 성공시켰는데, 그가 찬 공은 골대 아래쪽을 강타하고, 골라인을 넘어갔다 다시 골대를 강타하고, 골라인 밖으로 나왔다. 19분 마르코 마테라치는 안드레아 피를로의 코너킥을 헤딩골로 연결해 승부를 원점으로 돌렸다. 양팀은 정규 시간 종료 전에 결승골을 넣을 기회를 잡았다: 이탈리아의 루카 토니는 35분에 골대를 강타하였고, (이후 헤딩슛이 오프사이드 판정을 받았다.) 프랑스는 53분에 플로랑 말루다가 페널티 에어리어에서 잔루카 참브로타의 태클에 걸려 넘어졌으나 페널티킥 기회를 또다시 잡지 못했다.
90분의 정규시간이 종료된 후, 양팀은 1-1 동률을 유지하여 연장전에서 승부를 보게 되었다. 잔루이지 부폰 이탈리아 골키퍼는 연장전에 지단의 헤딩슛을 골대 위로 넘기는 결정적인 선방을 해냈다. 연장전 종료를 앞두고 논란의 순간이 벌어졌는데, 지단이 마테라치의 가슴을 가격하였는데, 이 사건이 공을 놓고 경합하는 상황이 아니었기에 퇴장 명령이 내려졌다. 연장전에서도 골이 터지지 않아 승부차기를 통해 FIFA 월드컵의 주인공이 정해지게 되었다. 이탈리아는 UEFA 유로 2000에서 골든골의 아픔을 안겼던 다비드 트레제게가 실축하는 가운데 양팀의 나머지 주자들이 슛을 성공해 5-3으로 이겼다. 트레제게의 슛은 골대를 강타하고 골라인 밖에 떨어진 뒤 골대에서 멀어졌다. 이 경기는 1982년 FIFA 월드컵에서 이탈리아가 결승전에서 서독을 이긴 이래 치러진 유럽 국가들간의 첫 결승전이었고, 1994년 FIFA 월드컵 이래 결승전 승부차기로 우승팀이 정해진 두번째 월드컵이었다. 이탈리아는 24년만에 처음이자 통산 4번째 우승을 차지해 브라질에 이어 FIFA 월드컵에서 두번째로 성공적인 국가가 되었다. 이 우승의 영향으로 이탈리아는 2007년 2월에 1993년 11월을 이후로는 처음으로 FIFA 랭킹 1위에 올랐다.
| 이탈리아                                         | 1 – 1 (연장전) | 프랑스                            |
| ------------------------------------------------ | -------------- | --------------------------------- |
| 마테라치 19′                                     | 리포트         | 7′ (페널티골) 지단                |
| 승부차기                                         |                |                                   |
| 피를로 · 마테라치 · 데 로시 · 델 피에로 · 그로소 | 5 – 3          | 윌토르 · 트레제게 · 아비달 · 사뇰 |

## 우승국
| 2006년 FIFA 월드컵  |
| ------------------- |
| 이탈리아 4번째 우승 |

## 통계

### 득점 선수
미로슬라프 클로제는 5골을 득점하여 이 대회의 득점왕에 올랐다. 도합하여 110명의 선수들이 147골을 터뜨렸고, 이 중에는 자책골 4골도 포함되어 있었다.
5골
- 미로슬라프 클로제

3골
| - 루카스 포돌스키 - 호나우두 - 다비드 비야 | - 페르난도 토레스 - 막시 로드리게스 - 에르난 크레스포 | - 티에리 앙리 - 지네딘 지단 |

2 골
| - 바스티안 슈바인슈타이거 - 오마르 브라보 - 아드리아누 - 알렉산더 프라이 - 아구스틴 델가도 - 카를로스 테노리오 | - 팀 케이힐 - 안드리 셰우첸코 - 마르코 마테라치 - 루카 토니 - 스티븐 제라드 - 토마시 로시츠키 | - 파울로 완초페 - 아뤼나 댕단 - 마니시 - 바르토시 보사츠키 - 파트리크 비에라 |

1 골
| - 하미누 드라미니 - 설리 알리 문타리 - 스티븐 아피아 - 아사모아 잔 - 아르연 로번 - 뤼트 판 니스텔로이 - 로빈 판 페르시 - 박지성 - 안정환 - 이천수 - 올리버 뇌빌 - 필리프 람 - 토르스텐 프링스 - 라파엘 마르케스 - 시나 - 프란시스코 폰세카 - 클린트 뎀프시 - 제 호베르투 - 주니뉴 - 지우베르투 - 카카 - 프레드 - 사미 알-자베르 - 야세르 알-카타니 - 샤샤 일리치 - 니콜라 지기치 - 헨리크 라르손 | - 마르쿠스 알베크 - 프레드리크 융베리 - 트란퀼로 바르네타 - 필리프 센데로스 - 라울 - 샤비 알론소 - 후아니토 - 리오넬 메시 - 하비에르 사비올라 - 로베르토 아얄라 - 에스테반 캄비아소 - 카를로스 테베스 - 플라비우 아마두 - 이반 카비에데스 - 크레이그 무어 - 존 알로이지 - 해리 큐얼 - 세르히 레브로우 - 안드리 루솔 - 막심 칼리니첸코 - 야흐야 골모함마디 - 소라브 바흐티리아자데 - 파비오 그로소 - 알레산드로 델 피에로 - 빈첸초 이아퀸타 - 필리포 인자기 - 알베르토 질라르디노 | - 잔루카 참브로타 - 프란체스코 토티 - 안드레아 피를로 - 나카무라 슌스케 - 다마다 게이지 - 데이비드 베컴 - 조 콜 - 피터 크라우치 - 얀 콜레르 - 로날드 고메스 - 디디에 드로그바 - 보나방튀르 칼루 - 바카리 코네 - 다리요 스르나 - 니코 코바치 - 모하메드 카데르 - 자우하르 음나리 - 라디 자이디 - 지아드 자지리 - 넬손 쿠에바스 - 누누 고메스 - 데쿠 - 시망 - 크리스티아누 호날두 - 파울레타 - 프랑크 리베리 |

자책골
| - 크리스티안 차카르도 (미국전) - 브렌트 산초 (파라과이전) | - 카를로스 가마라 (잉글랜드전) | - 프티 (독일전) |

### 도움 기록
후안 로만 리켈메가 4도움으로 최다 도움을 기록하였다.
4도움
- 후안 로만 리켈메

3도움
| - 바스티안 슈바인슈타이거 - 안드레아 피를로 | - 프란체스코 토티 | - 루이스 피구 |

2도움
| - 마리오 멘데스 - 카푸 - 하비에르 사비올라 | - 에디손 멘데스 - 존 알로이지 - 막심 칼리니첸코 | - 데이비드 베컴 - 파트리크 비에라 |

1도움
| - 스티븐 아피아 - 아사모아 잔 - 아르연 로번 - 로빈 판 페르시 - 조재진 - 송종국 - 미하엘 발라크 - 팀 보로프스키 - 베른트 슈나이더 - 다비트 오동코어 - 미로슬라프 클로제 - 시나 - 파벨 파르도 - 기예르모 프랑코 - 다마커스 비즐리 - 시시뉴 - 주앙 - 카카 - 호나우두 - 호나우지뉴 - 히카르지뉴 - 말렉 무아스 | - 모하메드 누르 - 데얀 스탄코비치 - 토비아스 린데로트 - 마르쿠스 알베크 - 에릭 에드만 - 마우로 루스트리넬리 - 트란퀼로 바르네타 - 하칸 야킨 - 호세 안토니오 레예스 - 차비 에르난데스 - 세스크 파브레가스 - 카를레스 푸욜 - 리오넬 메시 - 후안 파블로 소린 - 에르난 크레스포 - 카를로스 테베스 - 제 칼랑가 - 아구스틴 델가도 - 안토니오 발렌시아 - 이반 카비에데스 - 안드리 셰우첸코 - 메흐디 마다비키아 | - 젠나로 가투소 - 알베르토 질라르디노 - 잔루카 참브로타 - 알레스 - 조 콜 - 즈데네크 그리게라 - 파벨 네드베트 - 로날드 고메스 - 왈테르 센테노 - 아르튀르 보카 - 압둘 카데르 케이타 - 알렉시스 로마오 - 지아드 자지리 - 로케 산타 크루스 - 시망 - 파울레타 - 마치에이 주라프스키 - 야체크 크지누베크 - 프랑크 리베리 - 실뱅 윌토르 - 지네딘 지단 |

출처: FIFA

### 수상
| 골든 슈           | 골든 볼     | 골든 글러브   | 최우수 신인 선수 | FIFA 페어 플레이 트로피 | 최고의 인기 팀 |
| ----------------- | ----------- | ------------- | ---------------- | ----------------------- | -------------- |
| 미로슬라프 클로제 | 지네딘 지단 | 잔루이지 부폰 | 루카스 포돌스키  | 브라질 · 스페인         | 포르투갈       |

FIFA 기술위원회(TSG)는 각 경기마다 최우수 선수를 선정하였다. 이탈리아의 안드레아 피를로가 3경기로 최우수 선수로 가장 많이 선정되었다. 미로슬라프 클로제, 아구스틴 델가도, 아르연 로번, 제 호베르투, 알렉산더 프라이, 미하엘 발라크, 그리고 파트리크 비에라도 각각 2경기씩 선정되었다.

### 올스타 팀
올스타팀은 2006년 FIFA 월드컵에서 가장 인상적인 활약을 펼친 23인의 선수를 FIFA 기술위원회가 선정한 것이다. 이 후보에 50명의 선수가 등록되었고, 16강전과 그 이후의 활약을 반영하여 선정하였다.
| 골키퍼                           | 수비수                                                                                          | 미드필더 | 공격수                                                  |
| -------------------------------- | ----------------------------------------------------------------------------------------------- | --- | ------------------------------------------------------- |
| 옌스 레만 잔루이지 부폰 히카르두 | 필리프 람 로베르토 아얄라 잔루카 참브로타 파비오 칸나바로 존 테리 히카르두 카르발류 릴리앙 튀랑 | 미하엘 발라크 제 호베르투 젠나로 가투소 프란체스코 토티 안드레아 피를로 마니시 루이스 피구 파트리크 비에라 지네딘 지단 | 미로슬라프 클로제 에르난 크레스포 루카 토니 티에리 앙리 |

### 상금
본선에 참가한 32개국에 합계 332M CHF의 상금이 주어졌다. 대회에 참가하는 각 국가는 참가 비용으로 2M CHF를 받았고, 참가국이 받을 수 있는 최고 상금은 24.5M CHF로 대회 우승국에게 주어졌다. 다음은 성적에 따라 각국에 주어진 상금이다:
- 조별 리그 탈락국 (16개국) - 7M CHF
- 16강 탈락국 (8개국) - 8.5M CHF
- 8강 탈락국 (4개국) - 11.5M CHF
- 3위 및 4위 - 21.5M CHF
- 준우승국 - 22.5M CHF
- 우승국 - 24.5M CHF

## 최종 순위
대회 종료 후, FIFA는 2006년 FIFA 월드컵 본선에 참가한 팀들의 진출 라운드와 결과를 상대적으로 반영한 최종 순위표를 발표하였다. 승부차기는 양팀에게 무승부로 간주된다.
| 순                 | 팀                  | 조 | 전 | 승 | 무 | 패 | 득 | 실 | 차  | 점 |
| ------------------ | ------------------- | -- | -- | -- | -- | -- | -- | -- | --- | -- |
| 1                  | 이탈리아            | E  | 7  | 5  | 2  | 0  | 12 | 2  | +10 | 17 |
| 2                  | 프랑스              | G  | 7  | 4  | 3  | 0  | 9  | 3  | +6  | 15 |
| 3                  | 독일                | A  | 7  | 5  | 1  | 1  | 14 | 6  | +8  | 16 |
| 4                  | 포르투갈            | D  | 7  | 4  | 1  | 2  | 7  | 5  | +2  | 13 |
| 8강전에서 탈락     |                     |    |    |    |    |    |    |    |     |    |
| 5                  | 브라질              | F  | 5  | 4  | 0  | 1  | 10 | 2  | +8  | 12 |
| 6                  | 아르헨티나          | C  | 5  | 3  | 2  | 0  | 11 | 3  | +8  | 11 |
| 7                  | 잉글랜드            | B  | 5  | 3  | 2  | 0  | 6  | 2  | +4  | 11 |
| 8                  | 스웨덴              | H  | 5  | 2  | 1  | 2  | 5  | 7  | −2  | 7  |
| 16강전에서 탈락    |                     |    |    |    |    |    |    |    |     |    |
| 9                  | 스페인              | H  | 4  | 3  | 0  | 1  | 9  | 4  | +5  | 9  |
| 10                 | 스위스              | G  | 4  | 2  | 2  | 0  | 4  | 0  | +4  | 8  |
| 11                 | 네덜란드            | C  | 4  | 2  | 1  | 1  | 3  | 2  | +1  | 7  |
| 12                 | 에콰도르            | A  | 4  | 2  | 0  | 2  | 5  | 4  | +1  | 6  |
| 13                 | 가나                | E  | 4  | 2  | 0  | 2  | 4  | 6  | −2  | 6  |
| 14                 | 우크라이나          | B  | 4  | 1  | 2  | 1  | 3  | 4  | −1  | 5  |
| 15                 | 멕시코              | D  | 4  | 1  | 1  | 2  | 5  | 5  | 0   | 4  |
| 16                 | 오스트레일리아      | F  | 4  | 1  | 1  | 2  | 5  | 6  | −1  | 4  |
| 조별 리그에서 탈락 |                     |    |    |    |    |    |    |    |     |    |
| 17                 | 대한민국            | G  | 3  | 1  | 1  | 1  | 3  | 4  | −1  | 4  |
| 18                 | 파라과이            | B  | 3  | 1  | 0  | 2  | 2  | 2  | 0   | 3  |
| 19                 | 코트디부아르        | C  | 3  | 1  | 0  | 2  | 5  | 6  | −1  | 3  |
| 20                 | 체코                | E  | 3  | 1  | 0  | 2  | 3  | 4  | −1  | 3  |
| 21                 | 폴란드              | A  | 3  | 1  | 0  | 2  | 2  | 4  | −2  | 3  |
| 22                 | 크로아티아          | F  | 3  | 0  | 2  | 1  | 2  | 3  | −1  | 2  |
| 23                 | 앙골라              | D  | 3  | 0  | 2  | 1  | 1  | 2  | −1  | 2  |
| 24                 | 튀니지              | H  | 3  | 0  | 1  | 2  | 3  | 6  | −3  | 1  |
| 25                 | 미국                | E  | 3  | 0  | 1  | 2  | 2  | 6  | −4  | 1  |
| 25                 | 이란                | D  | 3  | 0  | 1  | 2  | 2  | 6  | −4  | 1  |
| 27                 | 트리니다드 토바고   | B  | 3  | 0  | 1  | 2  | 0  | 4  | −4  | 1  |
| 28                 | 사우디아라비아      | H  | 3  | 0  | 1  | 2  | 2  | 7  | −5  | 1  |
| 28                 | 일본                | F  | 3  | 0  | 1  | 2  | 2  | 7  | −5  | 1  |
| 30                 | 토고                | G  | 3  | 0  | 0  | 3  | 1  | 6  | −5  | 0  |
| 31                 | 코스타리카          | A  | 3  | 0  | 0  | 3  | 3  | 9  | −6  | 0  |
| 32                 | 세르비아 몬테네그로 | C  | 3  | 0  | 0  | 3  | 2  | 10 | −8  | 0  |

## 스폰서십
2006년 FIFA 월드컵의 공식 스폰서십은 다음과 같다.
| - 아디다스 - 어바이어 - 버드와이저 - 코카콜라 - 콘티넨탈 AG - 도이체 텔레콤 - 에미레이트 항공 - 후지필름 | - 질레트 - 현대-기아 - 마스터카드 - 맥도날드 - 필립스 - 도시바 - 야후! |

## 같이 보기
- 레이위번호전 논란
- 독일, 그들의 여름이야기 - 죈케 보어트만이 감독하여 2006년 FIFA 월드컵 기간 동안 독일 국가대표팀을 촬영한 다큐멘터리 영화
- 팀가이스트
- FIFA 월드컵의 목소리